# Баладе 2021. (Рибља чорба)
Баладе је  компилацијски албум српског и југословенског рок бенда Рибља чорба. Објављен је 20. августа 2021. године под окриљем издавачке куће Хи-Фи Центар, а на њему се налази деветнаест песама.

## Листа песама
| №   | Назив                             | Трајање |  |
| 1.  | Принц                             | 4:28    |  |
| 2.  | Последња песма о теби             | 4:23    |  |
| 3.  | Љубав овде више не станује        | 4:25    |  |
| 4.  | Изгубљен случај                   | 5:02    |  |
| 5.  | Једино моје                       | 4:36    |  |
| 6.  | Где си                            | 4:03    |  |
| 7.  | Лутка са насловне стране (уживо)  | 2:28    |  |
| 8.  | Остани ђубре до краја (уживо)     | 5:19    |  |
| 9.  | Добро јутро (уживо)               | 5:10    |  |
| 10. | Два динара друже (уживо)          | 3:36    |  |
| 11. | Нећу да испаднем животиња (уживо) | 4:09    |  |
| 12. | Погледај дом свој анђеле (уживо)  | 4:45    |  |
| 13. | Кад падне ноћ (уживо)             | 5:26    |  |
| 14. | Небески народ                     | 4:59    |  |
| 15. | Мртво море                        | 4:01    |  |
| 16. | Време ти истекло                  | 4:34    |  |
| 17. | Душа није на продају              | 6:06    |  |
| 18. | Остало је ћитање                  | 4:09    |  |
| 19. | Кад ходаш (уживо)                 | 4:14    |  |